# 金道滿
金道滿（？—？），北韓政治人物，游擊隊派兼甲山派人。他於1948年8月北韓建國後加入政府和朝鮮勞動黨，並在隨後被委任為宣傳部長和黨書記等要職。1967年，金日成的唯一思想體系被確立，其勢力進一步擴大，金道滿因而失勢並被肅清，後下落不明。